# Chanac-les-Mines
Chanac-les-Mines é uma comuna francesa na região administrativa da Nova Aquitânia, no departamento de Corrèze. Estende-se por uma área de 13,26 km². Em 2010 a comuna tinha 479 habitantes (densidade: 36,1 hab./km²).